# 윤명운 (정치인)
윤명운(尹明運, 1911년 10월 11일 ~ 1981년 4월 3일)은 대한민국의 정치인이다. 제4·5대 국회의원을 지냈다.

## 학력
- 경성철도학교졸업
- 국립경찰전문학교본과졸업

## 경력
- 영등포ㆍ종로ㆍ성동경찰서장
- 치안국정보수사ㆍ경무과장
- 내무부치안국태백산지구경찰전투사령관
- 서울특별시경찰국장
- 민주당중앙위원
- 민주당원내무총무
- 제4대 국회의원(서울 영등포구 갑)

## 역대 선거 결과
|  | 6.73% |

|  | 51.33% |

|  | 51.32% |

|  | 22.02% |